# Darfur de l'Est
Darfur de l'Est —àrab: شرق دارفور, Xarq Dārfūr— és una de les divuit wilayes o estats del Sudan, i un dels cinc que formen la regió de Darfur. Va ser creat el gener de 2012 com a resultat del procés de pau en curs per a la regió del Gran Darfur. La capital de l'estat és Ed Daein. L'estat va ser format pamb territoris que anteriorment eren part de l'estat de Darfur del Sur.

## Districtes
- Ad-Du'ain
- Abu Jakra
- Abu Karinka
- Adila
- Assalaya
- Bahr el Arab
- El Ferdous
- Yassin
- Schearia